# Clear Lake Audiotorium (EP)
Clear Lake Audiotorium é um EP promocional de seis faixas do grupo De La Soul dado a uma lista de DJs em 1994. Contém quatro faixas do álbum Buhloone Mindstate, e duas faixas extras: "Sh.Fe.Mc's" com a participação do A Tribe Called Quest e "Stix & Stonz" com a participação de Fearless Four, Grandmaster Caz e Prince Whipper Whip. Com apenas 500 cópias prensadas (vinil e CD), Clear Lake Audiotorium permanece como um dos mais raros lançamentos do trio. Originalmente prensado em vinil verde translúcido e capa verde de plástico, o disco tem sido pirateado em vinil preto.

## Faixas
1. "In The Woods"  – 4:01
2. "I Am I Be"  – 5:03
3. "Sh.Fe.Mc's"  – 4:34
  - Com: A Tribe Called Quest
4. "Patti Dooke"  – 5:39
5. "I Be Blowin'"  – 4:58
6. "Stix & Stonz"  – 7:26
  - Com: Tito do Fearless Four, Grandmaster Caz, Whipper Whip, LA Sunshine e Superstar